# Vita (osebno ime)
Vita je žensko osebno ime.

## Izvor imena
Ime Vita je lahko ženska oblika imena Vito, možno pa ga je razlagati tudi iz latinskega imena Vita, ki je izpeljano iz latinske besede vita v pomenu besede »življenje«, lahko pa gre tudi za skrajšano obliko imena Viktorija.

## Izpeljanke imena
Vislava, Vitja, Vitka, Vitodraga, Vitomila,Vitomira, Vitomirka, Vitosava, Vitoslava, Vituška

## Pogostost imena
Po podatkih Statističnega urada Republike Slovenije je bilo na dan 31. decembra 2007 v Sloveniji 615 oseb z imenom Vita.

## Osebni praznik
V koledarju je Vita uvrščena  k imenu Vid, god praznuje 15. junija.

## Znane osebe
- Vita Mavrič, slovenska šansonjerka